# اکتاش، آش
اکتاش، آش (به لاتین: Aktash, Osh) یک منطقهٔ مسکونی در قرقیزستان است که در استان اوش واقع شده‌است.

## خصوصیات
اکتاش ۲٬۴۹۸ متر بالاتر از سطح دریا واقع شده‌است.